# Ospedale Santa Maria del Carmine
L'ospedale Santa Maria del Carmine (o presidio ospedaliero Santa Maria del Carmine) di Rovereto è una struttura ospedaliera regionale trentina.

## Storia
A partire dal 1316 nella città della quercia fu operante un primo nosocomio nel pieno centro abitato, in un edificio in via Portici al numero 34 (Lo stesso palazzo, in epoca successiva, fu acquistato dalla famiglia Betta, originaria della Spagna, come prima abitazione roveretana prima di diventare proprietaria, all'inizio del Settecento, del più signorile Palazzo Betta Grillo).

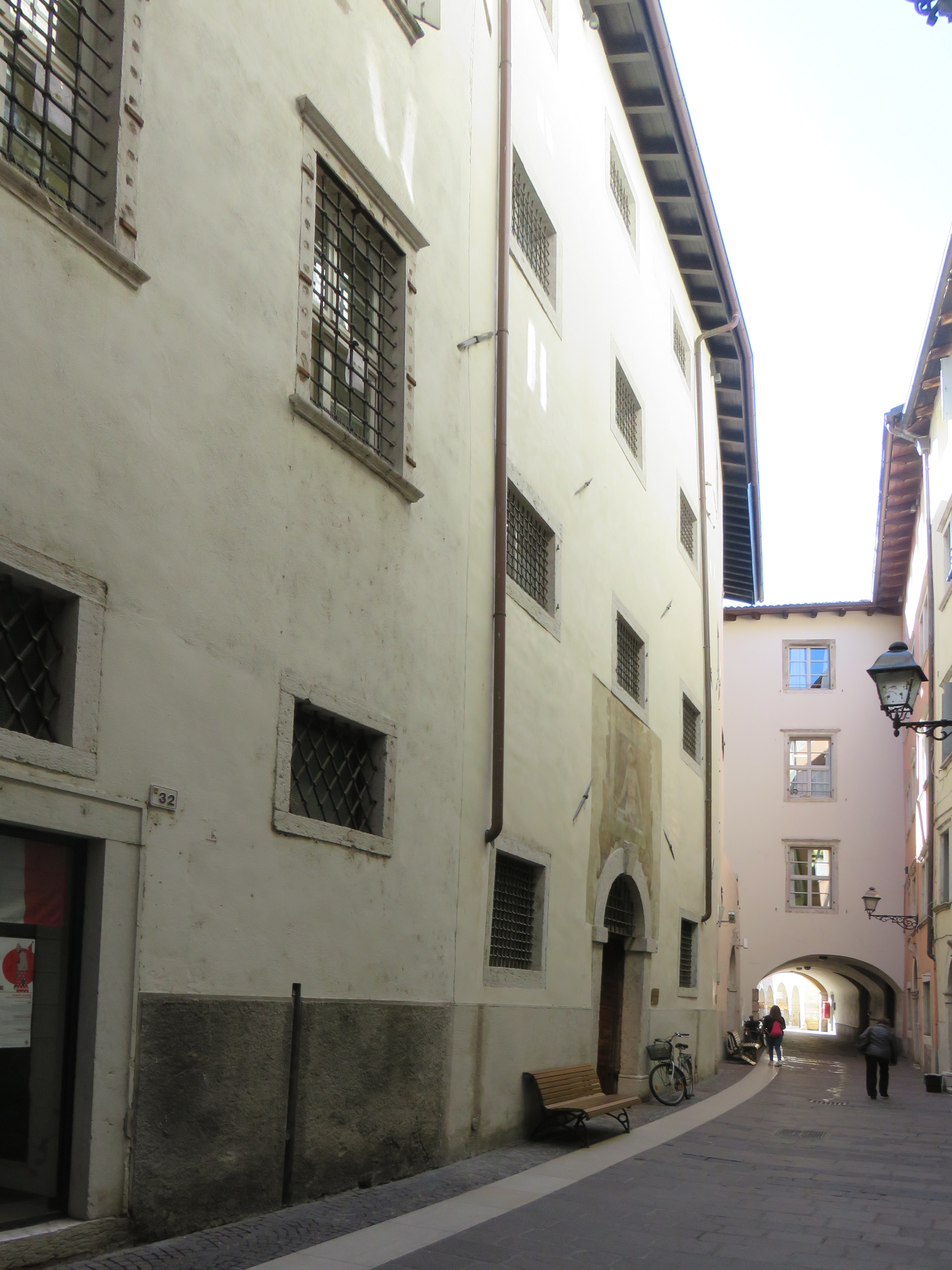
Palazzo in via Portici 34, già sede ospedaliera e residenza della famiglia Betta.

In seguito, prima del 1590, la struttura fu trasferita vicino all'attuale chiesa di San Tomaso, e fu utilizzata specialmente come ospizio per infermi e pellegrini.
Nel 1788 anche quella sistemazione venne abbandonata mentre intanto era stato preparato un nuovo ospedale già dal 1713, accanto alla chiesa di Loreto.

### Sede
L'ospedale civile nella zona di Santa Maria a Rovereto è stato fondato nel 1889.

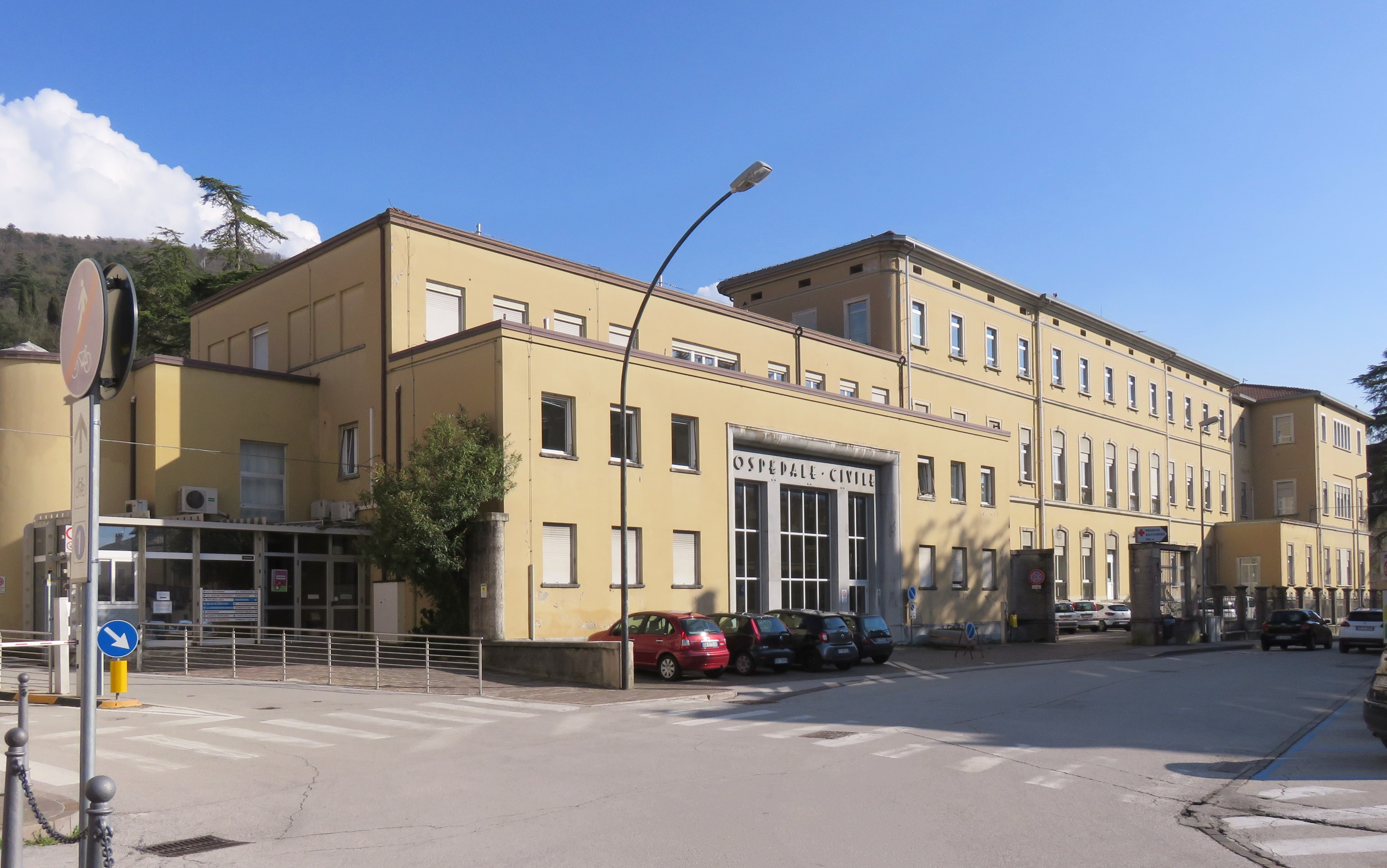
Ospedale di Rovereto, sede storica.

Il terreno sul quale venne costruito il nucleo originario della struttura apparteneva all'antica famiglia Orsi (membri illustri della quale furono il rosminiano don Pietro Orsi ed il senatore Paolo Orsi) e passò poi alla famiglia Rosmini Serbati. Su quest'area erano edificate alcune case ed un ricovero per anziani.
Nel 1870 venne ceduto in permuta dalla famiglia di Antonio Rosmini per volontà esplicita del filosofo e l'operazione fu resa possibile dal suo segretario, don Francesco Paoli. Il Municipio di Rovereto, nello stesso anno della fondazione, ricordò con un'epigrafe tale atto di generosità.

## Strutture aziendali

### Organizzazione
- Direzione medica
- Servizio amministrazione
- Servizio per le professioni sanitarie

### Reparti
- Anatomia patologica
- Anestesia e rianimazione
- Cardiologia
- Centro trasfusionale e immunoematologia
- Centro dialisi
- Chirurgia generale
- Chirurgia vascolare
- Dermatologia
- Farmacia
- Gastroenterologia ed endoscopia digestiva
- Geriatria
- Neurologia

- Medicina generale
- medicina fisica e riabilitazione
- Oculistica
- Ortopedia e Traumatologia
- Ostetricia e Ginecologia
- Otorinolaringoiatria
- Patologia clinica
- Pediatria
- Oncologia
- Otorinolaringoiatria
- Radiologia diagnostica
- Urologia

Vi sono inoltre:
- Medicina d'urgenza e pronto soccorso
- Poliambulatori specialistici

- Ambulatorio di genetica medica
- Servizio psichiatrico

## Accesso alla struttura ed alle prestazioni

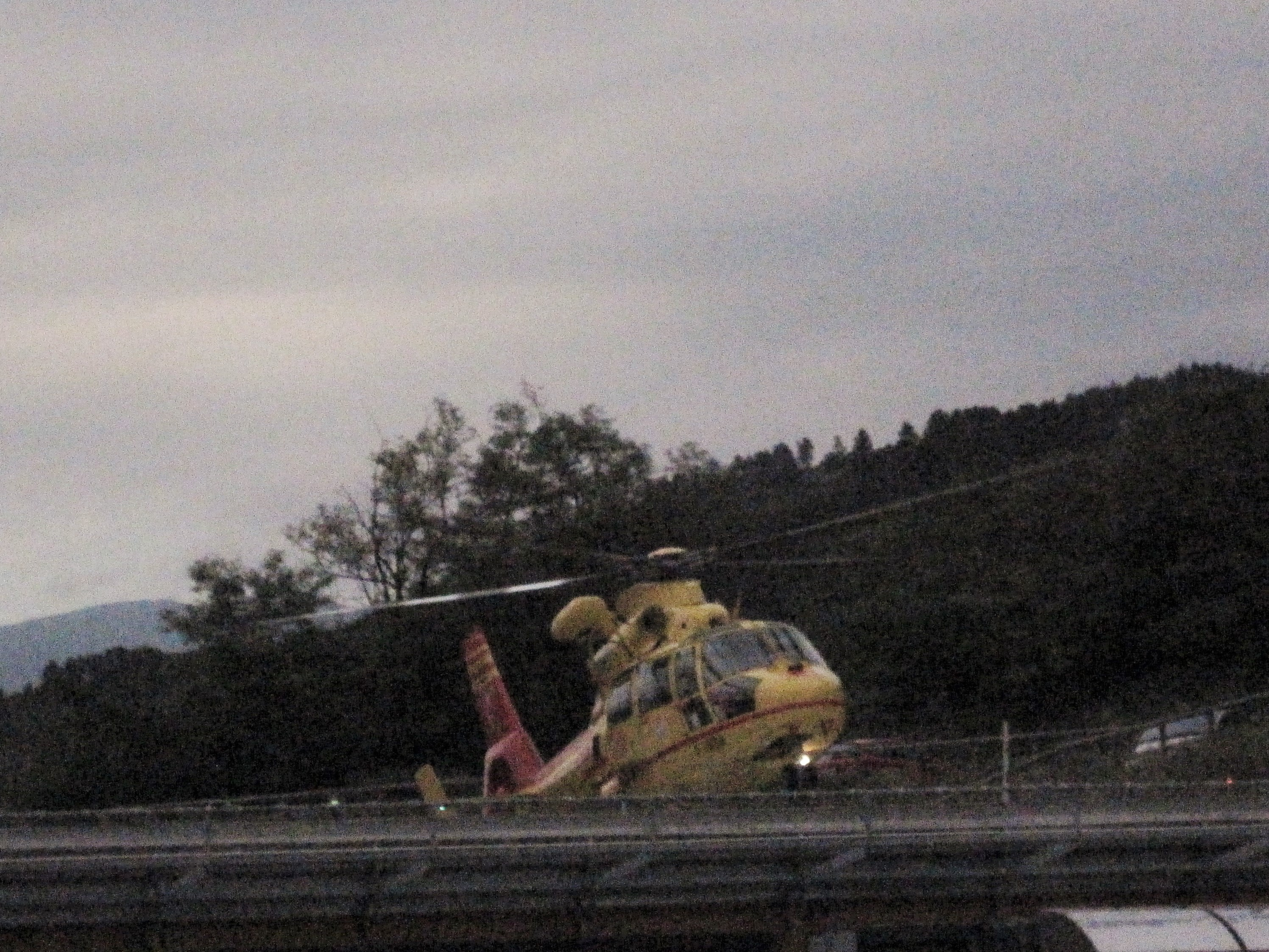
Decollo in ore serali di un elicottero del 118 Trentino Emergenza dalla pista dell'Ospedale.

Oltre alle modalità tradizionali attraverso i medici di base, il pronto soccorso, o la prenotazione in sede è possibile per molti ambulatori specialistici e per le analisi utilizzare un servizio CUP per via telefonica o attraverso internet.

### Eliporto
L'ospedale dispone di una pista per elicotteri che permette operazioni di primo soccorso e trasporto urgente con elicotteri (HEMS) coordinato da Trentino Emergenza legato al Nucleo elicotteri della provincia autonoma di Trento. La pista è gestita dalla società Aeroporto G. Caproni S.p.A (la stessa che opera con l'Aeroporto di Trento-Mattarello).
Con l'ospedale di Trento quello di Rovereto è il secondo in regione classificato come Hub, mentre gli altri 5 ospedali provinciali sono definiti spoke, e sono quelli di: Cles, Cavalese, Tione, Borgo Valsugana e Arco.

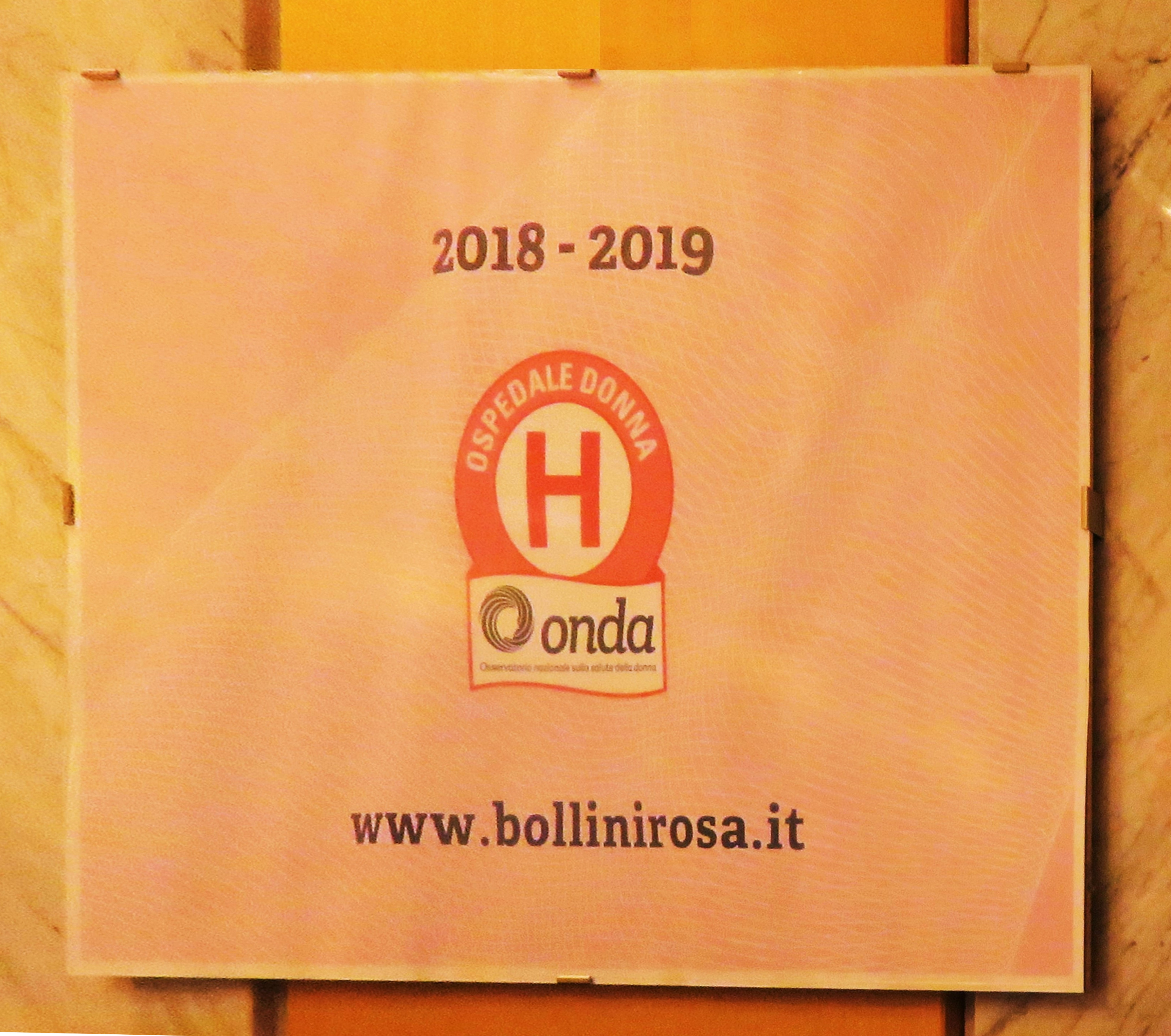
Bollino Rosa assegnato all'Ospedale Santa Maria del Carmine di Rovereto ed esposto nell'atrio.

## Servizi
L'ospedale è dotato dei seguenti servizi:
- cappella
- bar
- telefoni pubblici

## Riconoscimenti
L'ospedale Santa Maria del Carmine di Rovereto ha ricevuto per il biennio 2018-2019 un Bollino Rosa ed una menzione speciale dall'Osservatorio nazionale sulla salute della donna - Onda per l'attenzione che la struttura dedica alla salute della donna, in particolare nel campo cardiologico.